# Kei Ikeda
Kei Ikeda (池田 圭 Ikeda Kei?), född 20 oktober 1986 i Chiba prefektur, är en japansk fotbollsspelare.
Ikeda började sin karriär 2009 i Sagan Tosu. Han spelade 224 ligamatcher för klubben.